# Oscar Fraulo
Oscar Luigi Fraulo (født 6. december 2003) er en dansk professionel fodboldspiller, der spiller som midtbanespiller for hollandske Utrecht, udlejet fra Borussia Mönchengladbach.

## Opvækst
Fraulo blev født i Odense, Danmark af en familie af italienske aner. Han begyndte at spille fodbold i en tidlig alder for OKS, før han som 13-årig flyttede til Midtjyllands Akademi

## Klubkarriere
Fraulo fik sin professionelle debut for Midtjylland den 10. august 2021, hvor han kom ind som indskifter under Champions League-kvalifikationen mod PSV Eindhoven.   
Den 24. juni 2022 underskrev Fraulo en fireårig kontrakt med Bundesliga-klubben Borussia Mönchengladbach.
Den 23. august 2023 sluttede Fraulo sig til Eredivisie-klubben Utrecht på en sæsonlang lejeaftale. Han scorede sit første mål for klubben den 22. oktober og hjalp Utrecht til en sen 4-3 sejr mod Ajax. 